# Hodkovice (Jívka)
Hodkovice u Trutnova je vesnice, součást obce Jívka na Trutnovsku. Dnes zde žije jen asi 20 stálých obyvatel. První písemná zmínka je z roku 1402 pod názvem villa Hodkowyz; další zmínka o obci pochází až z roku 1677 pod názvem Hottensdorf. V roce 1757 je uváděno 120 obyvatel (bez dětí do 10 let) a roku 1785 zde stálo 46 domů. V roce 1850 kronika uvádí 381 obyvatel a zápisy z roku 1869 ukazují 65 domů. Před válkou zde žilo okolo 295 obyvatel v 67 domech.
Ve vsi stojí kaple Jana Křtitele z roku 1861, vedle bývalá škola – je dosti veliká, měla i svého ředitele. Severovýchodně od Hodkovic se nachází pramen Metuje. Ve vsi je i několik ubytování pro návštěvníky Adršpašsko-teplických skal.

## Fotografie

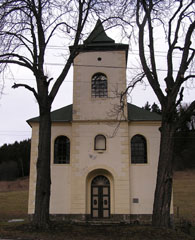
Kaple
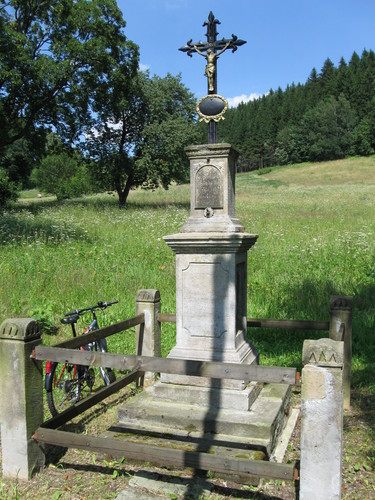
Boží muka u kaple v Hodkovicích u Trutnova (částečně opravená Jar. Sedláčkem, † 2008)
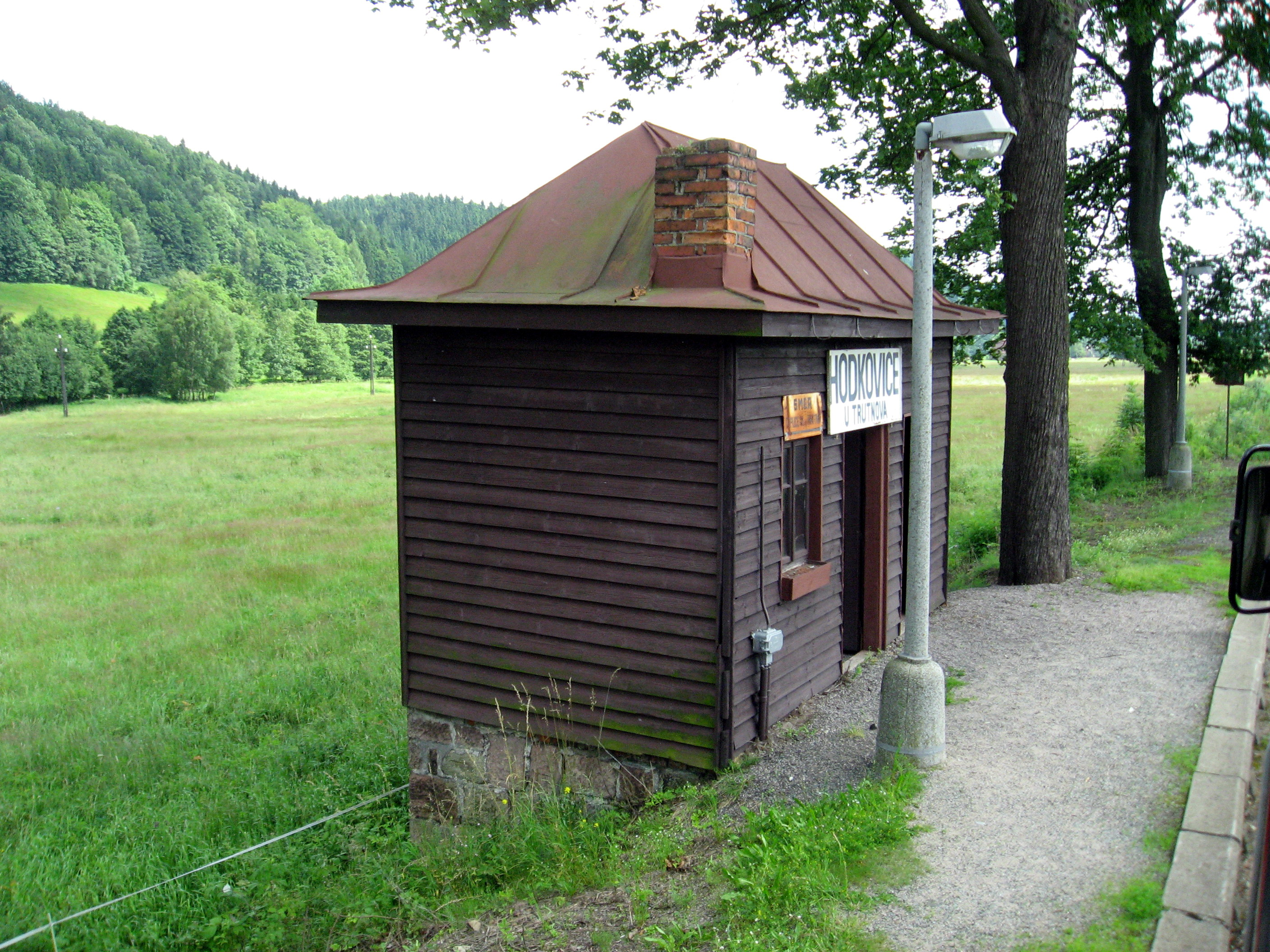
Železniční zastávka